# Ментон (Каліфорнія)
Ментон (англ. Manton) — переписна місцевість (CDP) в США, в окрузі Техама штату Каліфорнія. Населення — 310 осіб (2020).

## Географія
Ментон розташований за координатами 40°25′36″ пн. ш. 121°51′2″ зх. д. / 40.42667° пн. ш. 121.85056° зх. д. (40.426679, -121.850421).  За даними Бюро перепису населення США в 2010 році переписна місцевість мала площу 45,90 км², з яких 45,83 км² — суходіл та 0,07 км² — водойми.

## Демографія
Згідно з переписом 2010 року, у переписній місцевості мешкало 347 осіб у 146 домогосподарствах у складі 104 родин. Густота населення становила 8 осіб/км².  Було 180 помешкань (4/км²).
Расовий склад населення:
| - 89,9 % — білих - 5,8 % — корінних американців - 0,3 % — азіатів - 2,0 % — осіб інших рас |

До двох чи більше рас належало 2,0 %. Частка іспаномовних становила 10,1 % від усіх жителів.
За віковим діапазоном населення розподілялося таким чином: 14,7 % — особи молодші 18 років, 60,2 % — особи у віці 18—64 років, 25,1 % — особи у віці 65 років та старші. Медіана віку мешканця становила 53,9 року. На 100 осіб жіночої статі у переписній місцевості припадало 110,3 чоловіків;  на 100 жінок у віці від 18 років та старших — 120,9 чоловіків також старших 18 років.
Середній дохід на одне домашнє господарство  становив 47 434 долари США (медіана — 31 750), а середній дохід на одну сім'ю — 52 448 доларів (медіана — 33 333). За межею бідності перебувало 42,3 % осіб, у тому числі 77,3 % дітей у віці до 18 років та 6,6 % осіб у віці 65 років та старших.
Цивільне працевлаштоване населення становило 121 осіб. Основні галузі зайнятості: сільське господарство, лісництво, риболовля — 23,1 %, науковці, спеціалісти, менеджери — 20,7 %, освіта, охорона здоров'я та соціальна допомога — 10,7 %, мистецтво, розваги та відпочинок — 7,4 %.